# 新馬爾伊夫卡 (索洛涅區)
48°4′12″N 34°19′25″E / 48.07000°N 34.32361°E
新馬爾伊夫卡（烏克蘭語：Новомар'ївка）是烏克蘭中部的村莊，隸屬第聶伯羅彼得羅夫斯克州的第聶伯羅區。該村距離切爾尼吉夫卡1.5公里，海拔高度114米，2001年人口734。